# Zamach stanu w Burkinie Faso (styczeń 2022)
Zamach stanu w Burkinie Faso (2022) – zakończony powodzeniem zamach stanu dokonany przez wojsko Burkiny Faso pod dowództwem podpułkownika Paul-Henriego Sandaogo Damiby przeciwko rządowi z prezydentem Rochem Marcem Christianem Kaboré.

## Przebieg
23 stycznia 2022 roku przed rezydencją prezydenta w Wagadugu rozległy się strzały. Zbuntowani żołnierze przejęli kontrolę nad bazą wojskową w stolicy. Jednak rząd zdementował te informacje. Kilka godzin później prezydent Roch Marc Christian Kaboré został zatrzymany przez zbuntowanych żołnierzy.
24 stycznia wojsko ogłosiło w telewizji to, że usunęło Kaboré ze stanowiska prezydenta. W przemówieniu ogłoszono także zawieszenie konstytucji, rozwiązanie rządu i zgromadzenia narodowego, a także zamknięcie granic państwowych.

## Skutki
31 stycznia 2022 Unia Afrykańska zawiesiła Burkinę Faso w prawach członka organizacji.